# Giacomo Vincenti
Giacomo Vincenti spesso citato come Vincenci e Vincenzi, (... – 1619) è stato un editore musicale italiano operante a Venezia nel XVI secolo.

## Biografia
Iniziò la stampa della musica nel 1583 in società con Ricciardo Amadino, e fra il 1583 e il 1586 stamparono circa venti libri l'anno, per la maggior parte edizioni musicali. Anche se la società ebbe termine nel 1586 il nome continuò a essere usato in diverse edizioni seguenti, mantenendo il copyright abbinato in altre. Nel 1587 Vincenti pubblicò i Quattro libri di madrigali di Luca Marenzio con dedica del compositore.
Vincenti ebbe dei concorrenti e fra questi Gardano, Scotto e Amadino, anche se la sua produzione era di maggior respiro. Egli pubblicò poche opere che non fossero edizioni musicali. Fu fra i primi editori di musica a compilare un listino delle opere, spesso corredato anche del prezzo di vendita. Vincenti usò la stampa a caratteri mobili anche se le sue pubblicazioni non spiccano per bellezza di impaginazione quanto per l'accuratezza della scrittura.
Vincenti pubblicò le opere dei più noti compositori del nord Italia del tempo, e fra questi:
- Giovanni Croce (55 edizioni)
- Lodovico Grossi da Viadana (53)
- Luca Marenzio
- Giovanni Matteo Asola
- Adriano Banchieri (sia le composizioni che i trattati)
- Antonio Cifra
- Alessandro Grandi
- Felice Anerio
- Girolamo Diruta (composizioni e trattati)
- Ignazio Donati
- Ruggero Giovannelli
- Giulio Caccini (ristampa di Le nuove musiche e Euridice)

Trattati di:
- Giovanni Bassano
- Riccardo Rognoni
- Giovanni Battista Bovicelli
- Giovanni Battista Spadi
- Bernardino Bottazzi
- Giovanni Maria Artusi (compreso L'Artusi, overo Delle imperfettioni della moderna musica, che fu importante nel dibattito fra Artusi e Claudio Monteverdi)
- Romano Micheli